# Generation П (фільм)
«Generation П» (англ. Generation P) — перша повнометражна екранізація однойменного роману Віктора Пелевіна в постановці Віктора Гінзбурга. Робота над фільмом почалась наприкінці 2006 року. У прокат фільм вийшов 14 квітня 2011 року
З 9 грудня 2014 року, після протестів громадськості, фільм заборонили до показу та розповсюдження в Україні через незаконні вчинки та антиукраїнські шовіністичні висловлювання актора фільму Івана Охлобистіна.

## Сюжет
Як і книга, фільм має достатньо заплутану структуру і багато переплетень сюжетних ліній. Під час роботи над сценарієм сюжет був серйозно перероблений: на відміну від книги, історія якої закінчується наприкінці 1990-х, події фільму доведено до наших днів і продовжено в майбутнє.
Разом з живими героями, в картині як повноправні персонажі присутні і корпоративні бренди.
Герой фільму — Вавілен Татарський — поет, випускник Літінституту і типовий представник «покоління пепсі». У результаті соціально-економічних змін пострадянського періоду, Вавілен змінює поезію на прозу життя — роботу торговцем у чеченців. Він створює слогани, які потім продає. Його задача — адаптувати західну рекламу до російського менталітету, і він дуже добре її виконує. Реклама стає для нього не просто роботою, а сенсом життя, релігією. І тут починають відкриватися різні таємниці…
«Не шукай символічного значення, інакше знайдеш. На свою голову», — застерігає Пелевін.
Проходять роки, і Вавілен вже зрозумів таїнства віртуальної телевізійної реальності, яка програмує розум глядачів. Він упевнюється: все навкруги — Че Гевара, Христос, супермоделі або демократія — такі ж самі бренди як Coca Cola, Nokia або долар. Все має свій грошовий еквівалент.

## У ролях
- Володимир Єпіфанцев — Вавілен Татарський
- Михайло Єфремов — Леонід (Легіон) Азадовський
- Андрій Фомін — Морковін
- Іван Охлобистін — Малюта
- Володимир Меньшов — Фарсук Фарсейкін
- Олександр Гордон — Ханін
- Олег Тактаров — Вовчик
- Рената Литвинова — Алла
- Андрій Панін — Коля
- Анібаль Сільвейра — Че Гевара (голос)
- Леонід Парфьонов — журналіст
- Сергій Шнуров — Гіреєв
- Амалія Гольданська — Лена
- Роман Трахтенберг — Саша Бло

## Нагороди і премії
Фільм демонструвався у складі офіційних програм кінофестивалів в усьому світі, в тому числі у програмі фестивалю «Авангард» у Торонто. Він виграв «Спеціальну згадку журі» на фестивалі у Карлових Варах та отримав приз глядацьких симпатій на фестивалі «Супутник над Польщею», що проходив у Варшаві.
У січні 2012 року американське видання The Huffington Post присудило фільму перше місце в рейтингу іноземних фільмів, які брали участь у міжнародному фестивалі у Палм-Спрінгс, Каліфорнія.

## Заборона до показу
З 9 грудня 2014 року Державне агентство України з питань кіно заборонило до показу та поширення в Україні фільм «Generation П» разом із ще 70-ма фільмами та серіалами за участю Івана Охлобистіна. За повідомленням відомства, заборона пов'язана із антиукраїнськими шовіністичними вчинками Охлобистіна, а також порушенням ним заборони на в'їзд до України. Незадовго до цього за заборону протестували активісти, зокрема учасники кампанії «Бойкот російського кіно».